# Kaški rajon
Kaški rajon (azerski: Qax rayonu) je jedan od 66 azerbajdžanskih rajona. Kaški rajon se nalazi na sjeveru Azerbajdžana te graniči s Gruzijom i Rusijom. Središte rajona je Kahi. Površina Kaškog rajona rajona iznosi 1.490 km². Kaški rajon je prema popisu stanovništva iz 2009. imao 53.259 stanovnika, od čega su 25.823 muškarci, a 27.436 žene.
Kaški rajon se sastoji od 53 općine.